# Katarina västra skola

Katarina västra skola är en tidigare skolbyggnad intill Katarina kyrka, belägen vid Katarina västra kyrkogata på Södermalm i Stockholm. År 2005 byggdes de gamla skollokalerna om till exklusiva bostäder. Byggnaden som ligger i fastigheten Sturen större 1 är blåmärkt av Stadsmuseet i Stockholm, vilket innebär att den utgör "synnerligen höga kulturhistoriska värden".

## Historik
Skolbyggnaden uppfördes efter ritningar av arkitekt Johan Fredrik Åbom och invigdes 1856. Byggnadens arkitektur bär  med sina släta putsfasader och den rakt avslutade frontonen senempirens prägel. I bottenvåningens höjd märks den rusticerande fasadgestaltning med raka fönster. I övervåningen dominerar rundbågiga fönster och muröppningar. 
Under många år fanns Katarina västra vårdgymnasium i byggnaden. Verksamheten lades ner år 2002. Därefter  blev de 22 skolsalarna ombyggda till bostäder av Oscar Properties med hjälp av Arbéns arkitektkontor.

## Bilder

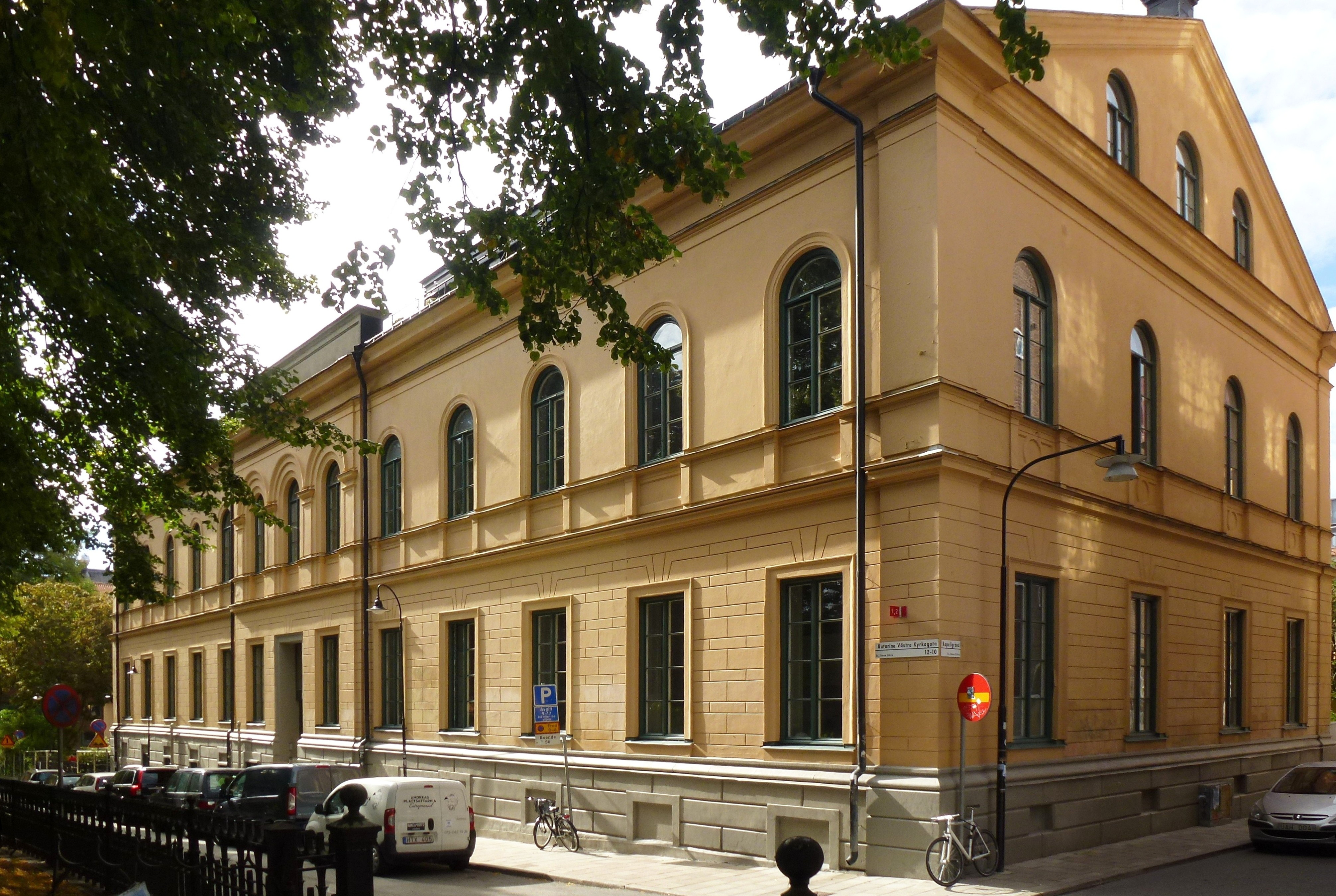
Huvudbyggnaden 2012
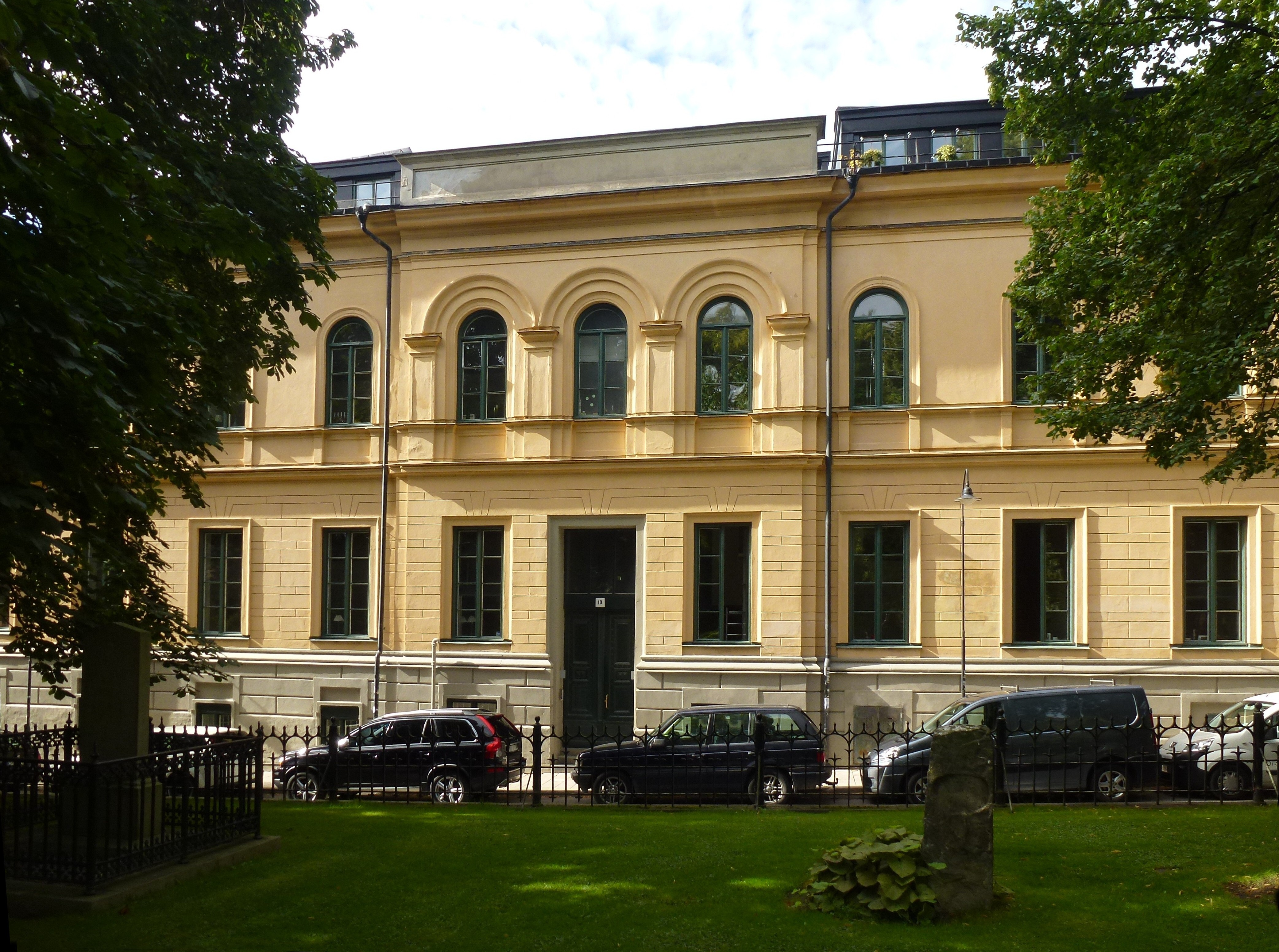
Huvudbyggnaden 2012
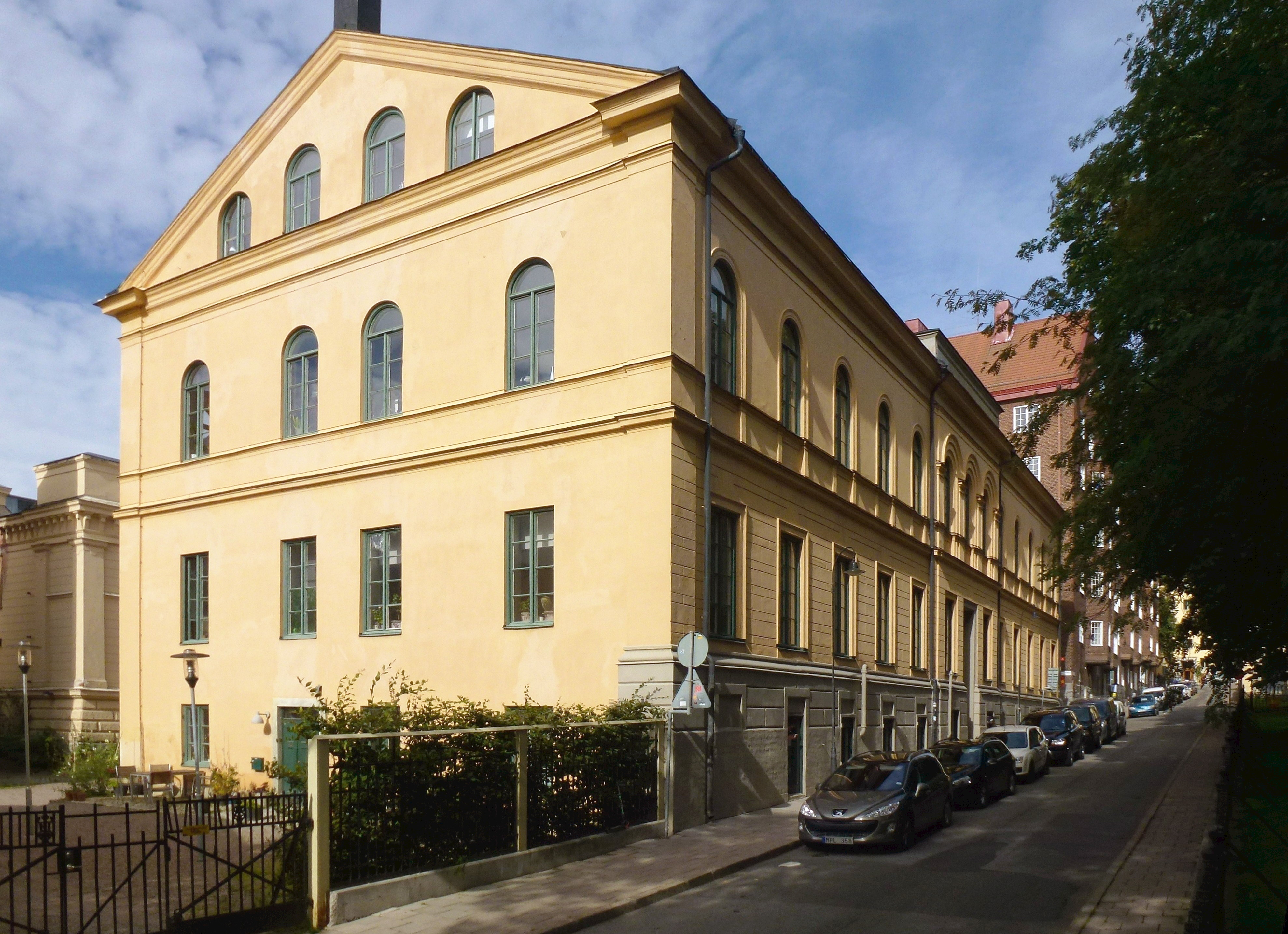
Huvudbyggnaden 2012
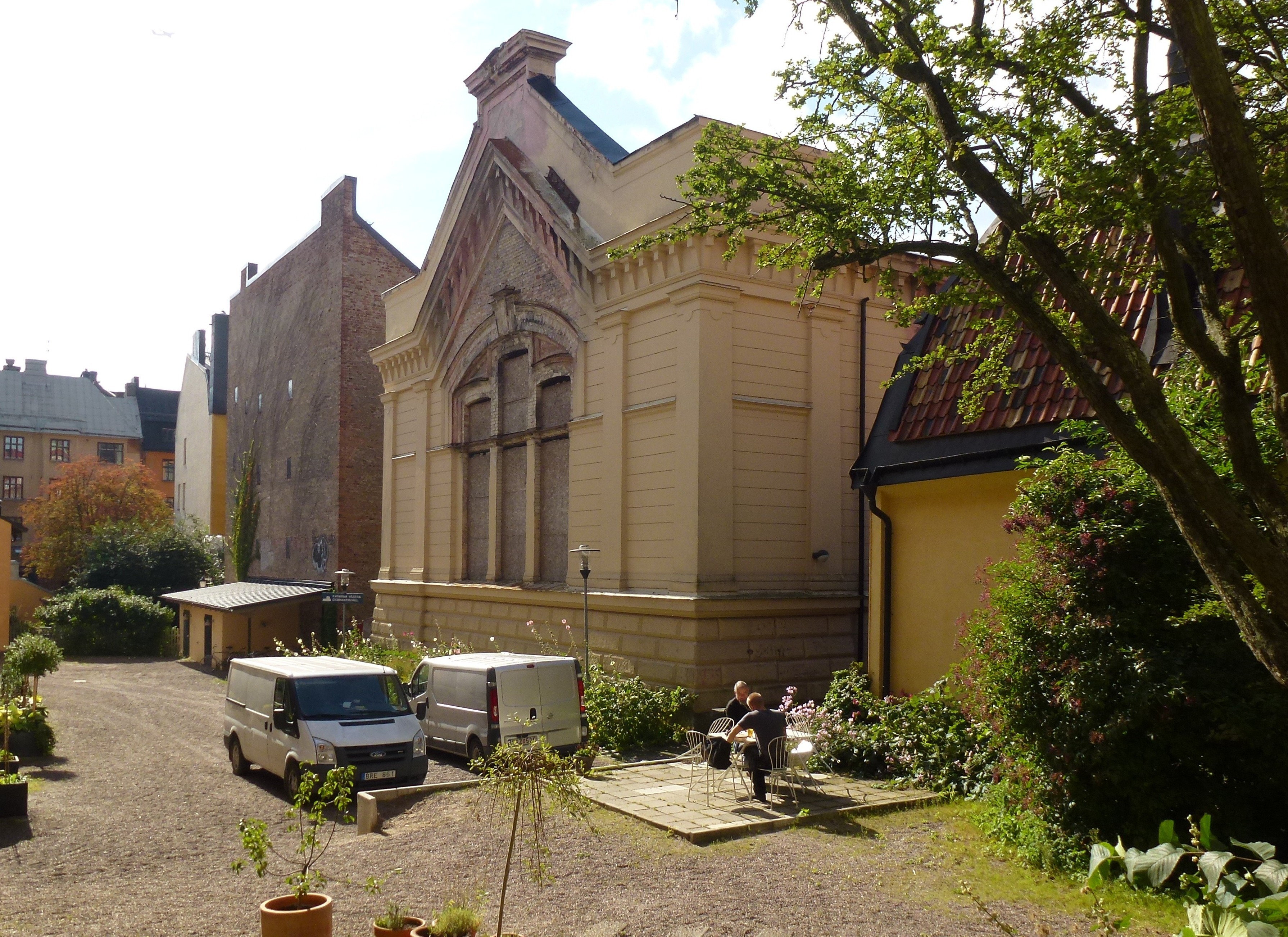
Skolans skolgård och gymnastikhall 2012